# Projekt Isar Süd
Das Projekt Isar Süd der Siemens Real Estate im Münchner Stadtteil Obersendling sah eine grundlegende Neugestaltung des Siemens-Areals beginnend 2005 bis zum Jahr 2016 vor.
Ziel des um das Jahr 2000 entstandenen Projektes war es, den bis dahin abgeschlossenen Standort zu öffnen und durch neue Wohnungen und Büroflächen die Lebensqualität im Viertel zu verbessern sowie Arbeitsplätze und Wohnungen von weiteren Siemens-Angestellte zu konzentrieren. Das Projekt sollte 2016 nach mehreren Bauabschnitten abgeschlossen sein, wobei das geplante Volumen ungefähr 750.000 m² Bruttogeschossfläche (BGF) betrug. Davon sollten 440.000 m² BGF auf Büros, 120.000 m² BGF auf Wohnungen und der Rest auf infrastrukturelle Einrichtungen entfallen. Des Weiteren waren 50.000 m² für Grünanlagen vorgesehen. Zusammengenommen wäre dies die bisher größte Investition (~ 1.5 Milliarden Euro) in der Stadt München gewesen, die eine Firma jemals tätigen wollte.
Das Projekt umfasste auch zwei Hochhäuser mit einer Höhe von 148 und 112 Metern, die mit dem bestehenden alten 75 m hohen Siemens-Hochhaus (erbaut 1961–63) ein Ensemble bilden sollten. Diese Planungen wurden von Hochhausgegnern heftigst kritisiert, da man durch die Türme eine negative Beeinflussung des bekannten Alpenpanoramas befürchtete.
Durch das von Altbürgermeister Georg Kronawitter angestoßene Bürgerbegehren der „Initiative-Unser-München“ wäre 2004 eine komplette Umplanung des gesamten Projektes notwendig geworden, da nach dem Erfolg der Initiative in München keine Hochhäuser mehr gebaut werden dürfen, welche die Frauenkirche (100 Meter) überragen würden. 
Siemens entschied sich 2008 den Standort aufzugeben und verkaufte die Grundstücke an einen Immobilienentwickler. Das Siemens-Hochhaus auf dem Gelände, das ursprünglich abgerissen werden sollte, war bereits 2005 an den Investor verkauft worden. Das Immobilienunternehmen entwickelt das Gelände unter der Bezeichnung Südseite.